# Oncidium panturatoides
Oncidium panturatoides là một loài thực vật có hoa trong họ Lan. Loài này được M.W. Chase & N.H. Williams mô tả khoa học đầu tiên năm 2008.